# Ewert Wolffelt
Otto Ewert Mauritz Wolffelt, född den 11 januari 1849 i Bogsta socken, död den 29 april 1913 i Nyköping, var en svensk militär. Han tillhörde ätten Wolffelt.
Wolffelt blev kadett vid krigsskolan på Karlberg 1865 och utexaminerades därifrån 1866. Han blev underlöjtnant vid Södermanlands regemente 1867, löjtnant i regementet 1873 och vid regementet 1874, kapten i regementet 1882 och vid generalstaben 1886. Wolffelt var stabschef vid andra fördelningen och militärdistriktet 1888–1891. Han befordrades till major vid Upplands regemente och till överstelöjtnant där 1894. Wolffelt blev chef för infanteriskjutskolan på Rosersberg 1896. Han fick transport till Västerbottens regemente samma år. Wolffelt blev överste och chef för sistnämnda regemente 1897 samt överste och chef för Jönköpings regemente 1901. Han beviljades avsked 1909. Wolffelt blev riddare av Svärdsorden 1888, kommendör av andra klassen av samma orden 1901 och kommendör av första klassen 1904.